# Freek Show
Freek Show è il secondo album in studio del gruppo musicale statunitense Twiztid, pubblicato nel 2000.

## Tracce
1. Intro – 1:28
2. Mutant X – 3:03
3. We Don't Die – 3:09
4. Fall Apart – 4:59
5. Fuck On the 1st Date – 3:40
6. Do You Really Know? – 3:25
7. Leave Me Alone – 3:38
8. People Are Strange (The Doors cover) – 3:13
9. All I Ever Wanted (feat. Insane Clown Posse) – 4:18
10. I Wanne Be... – 1:13
11. Bagz – 3:00
12. Wut tha Dead Like (feat. Insane Clown Posse) – 3:59
13. Empty – 4:35
14. Where Itz Goin' Down (feat. Drive-By & Three 6 Mafia) – 4:28
15. Broken Wingz – 4:30
16. Maniac Killa (feat. Dark Lotus) – 5:16
17. Different – 3:33
18. I'm Alright – 6:59